# Рада представників Іраку

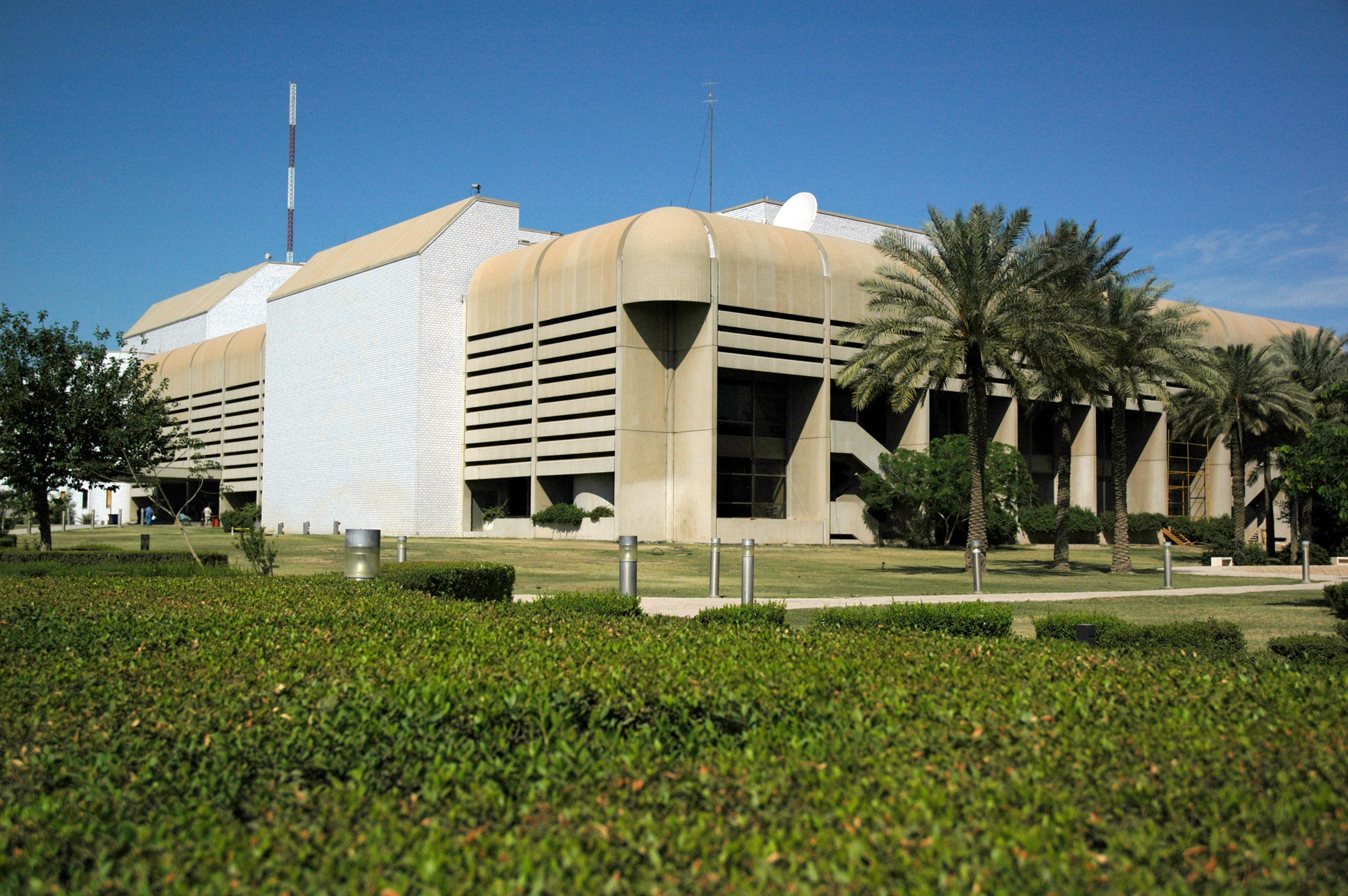
Конференц-центр ззовні

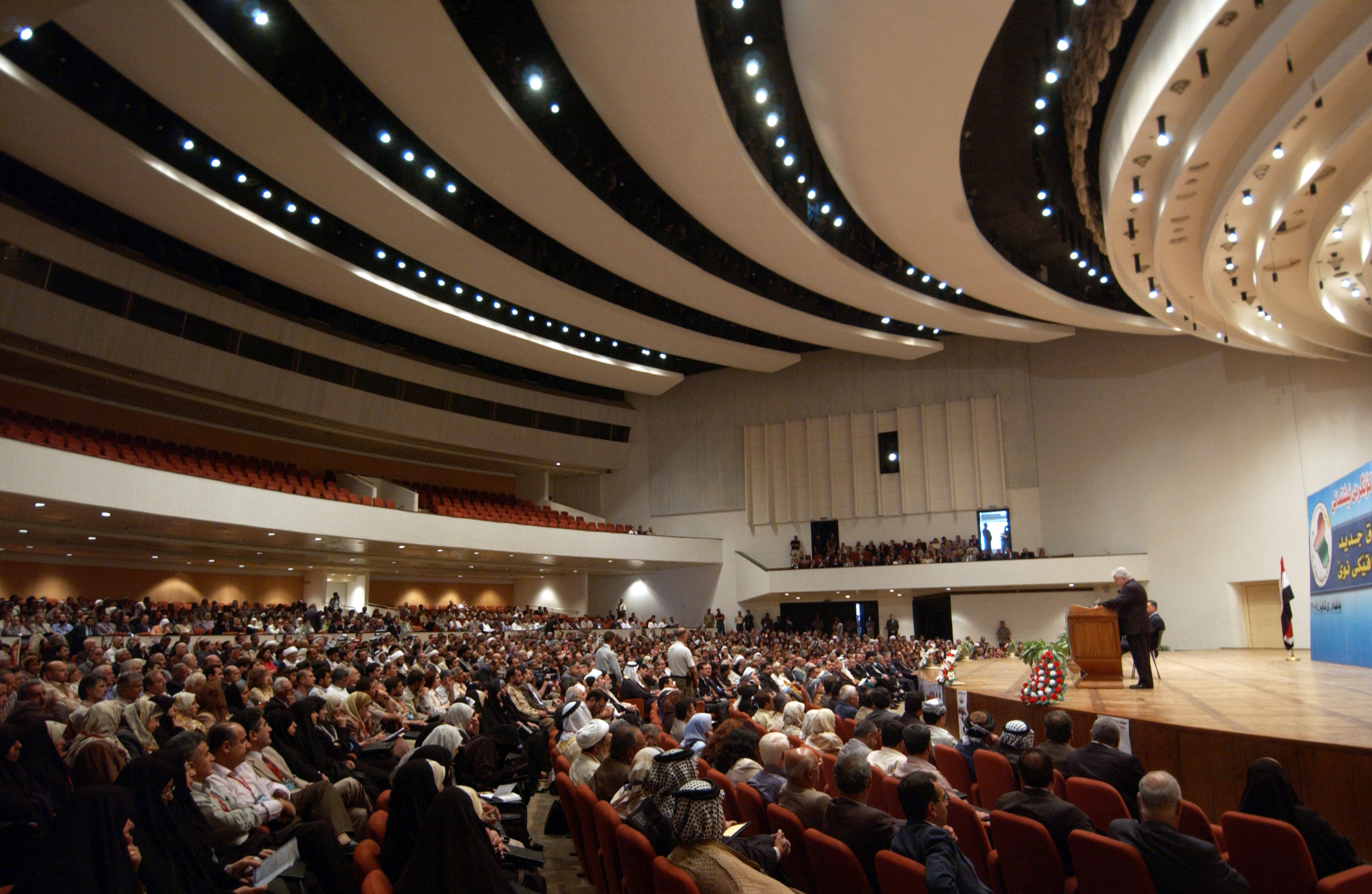
Конференц-центр всередині

Рада представників Іраку — однопалатний законодавчий орган Іраку. В даний час складається з 325 місць і засідає в Багдаді всередині Міжнародної зони (Зеленої зони). Вона регулюється законами, які можна знайти тут.

## Історія

### Монархія
Виборний іракський парламент був вперше сформований після встановлення конституційної монархії в 1925 році. Конституція 1925 встановлювала двопалатний парламент, з нижньою Палатою депутатів, яка обирається на основі загального чоловічого виборчого права. Верхня палата, Сенат призначалася королем. Десять виборів відбулося в період між 1925 і переворотом 1958 року.
17 січня 1953 відбулися вибори до Палати депутатів. Але після суперечок з приводу реалізації так званого Багдадського пакту, прем'єр-міністр Нурі Паша ас-Саїд назначає перевибори на початок 1954 року. Незабаром він розпустив раду і після цього почав правити на основі надзвичайних повноважень, але опозиція змусила його провести треті вибори протягом трьох років. Другі вибори 1954 вибори були дуже корумповані, застосовувався примус виборців. Рада представників була розпущена ще раз перед тим, як в 1958 році військовий переворот повалив ас-Саїда та монархію і скасував парламент.

### За правління Саддама Хусейна
Конституція 1970го створила республіку з виборною Радою представників. Проте, вибори в Раду не так і відбулися до червня 1980 року. Ще кілька виборів відбулося в період між 1989 і 2003. Нова Рада була в значній мірі номінальною, яка тільки затверджувала укази президента. Вибори членів міжнародним співтовариством не вважалися вільними і справедливими. Тільки члени власної партії Хусейна Баас обиралися в Раду.

### Перехідний період
У 2003 році Саддам Хусейн був насильно відсторонений від влади Сполученими Штатами Америки, Великою Британією та їх союзниками під час війни в Іраку. У березні 2004 року Керуюча рада, створена Тимчасовою коаліційною адміністрацією, прийняла тимчасову конституцію (Закон про управління державою Ірак на перехідний період), яка назначала вибори перехідної Ради представників на не пізніше, ніж кінець січня 2005 року. Ця Рада повинна створити проект постійної конституції, яка потім буде представлена на затвердження іракським народом через референдум.
Вибори цієї перехідної Ради відбулися 30 січня 2005. Об'єднаний іракський альянс виграв більшість місць з підтримкою в 48% голосів виборців, внаслідок чого отримав 140 місць. 85 членів зборів були жінками.
Переговори між Об'єднаним іракським альянсом та іншими партіями про формування коаліційного уряду почалися незабаром після виборів. Рада провела своє перше засідання 16 березня 2005 року. Після кількох тижнів переговорів між домінуючими політичними партіями, 4 квітня 2005 Хажім аль-Хасані був обраний спікером. Хусейн Шахрістані та Ареф Тайфур були обрані його заступниками. Рада обрала Джаляля Талабані головою Президентської ради 6 квітня, і схвалила вибір Ібрагіма аль-Джафарі прем'єр-міністром 28 квітня.

### Конституція 2005
За постійною конституцією, затвердженою 15 жовтня 2005, законодавча влада належить двом установам: Раді представників та Раді Союзу.

#### Рада представників
Рада представників складається з 325 членів, які обираються на чотири роки. Рада приймає закони, контролює виконавчу владу, ратифікує договори та затверджує кандидатури деяких посадових осіб. Вона обирає президента республіки, який вибирає прем'єр-міністра з коаліційної більшості в Раді.
Вибори в Раду представників відбулися 15 грудня 2005. Рада вперше провела засідання 16 березня 2006, рівно через рік після першого засідання перехідної ради.

#### Рада Союзу
Рада Союзу складатиметься з представників регіонів Іраку. Його точний склад і обов'язки ще не визначені в конституції і будуть визначені Радою представників.

### Підрив Ради у 2007
12 квітня 2007 Мохаммед Авад був убитий в їдальні парламенту, 22 отримали поранення під час підриву Ради у 2007.